# So Early in the Spring (альбом Джуди Коллинз)
So Early in the Spring…The First 15 Years (также просто So Early in the Spring) — сборник лучших песен американской певицы Джуди Коллинз, выпущенный в 1977 году на лейбле Elektra Records в формате двойного альбома.
Сборник смог добраться до 42-го места в чарте Billboard Top LPs & Tape.

## Отзывы критиков
Ноэль Коппейдж из Stereo Review написал: «Что произошло с её стилем за эти годы (за техническим исключением того, что она на самом деле держала подачу немного правдивее, когда у неё была прежняя приземленность), так это олицетворённый фолк-процесс. Этот альбом, учитывая все обстоятельства, является классным продуктом от классного человека, его чрезвычайно приятно слушать, и он представляет собой эмоционально насыщенный обзор некоторых из самых интересных времён, которые кто-либо когда-либо переживал».

## Список композиций
| №  | Название                        | Автор(ы)            | Длительность |
| -- | ------------------------------- | ------------------- | ------------ |
| 1. | «Pretty Polly»                  | народная            | 5:49         |
| 2. | «So Early, Early in the Spring» | народная            | 3:10         |
| 3. | «Pretty Saro»                   | народная            | 3:05         |
| 4. | «Golden Apples of the Sun»      | Уильям Батлер Йейтс | 3:55         |
| 5. | «Bonnie Ship the Diamond»       | народная            | 2:17         |
| 6. | «Farewell to Tarwathie»         | народная            | 5:08         |

| №  | Название          | Автор(ы)                       | Длительность |
| -- | ----------------- | ------------------------------ | ------------ |
| 1. | «The Hostage»     | Том Пакстон                    | 2:49         |
| 2. | «La Colombe»      | Жак Брель                      | 5:05         |
| 3. | «Coal Tattoo»     | Билли Эдд Уилер                | 3:04         |
| 4. | «Carry It On»     | Гил Тернер                     | 2:49         |
| 5. | «Bread and Roses» | Мими Фаринья, Джеймс Оппенгейм | 3:06         |
| 6. | «Marat/Sade»      | Ричард Писл                    | 5:38         |

| №  | Название                 | Автор(ы)                            | Длительность |
| -- | ------------------------ | ----------------------------------- | ------------ |
| 1. | «Special Delivery»       | Билли Мернит                        | 3:50         |
| 2. | «The Lovin' of the Game» | Пэт Гарви, Виктория Гарви-Армстронг | 3:05         |
| 3. | «Both Sides Now»         | Джони Митчелл                       | 3:14         |
| 4. | «Marieke»                | Жак Брель, Жерар Жуане              | 3:14         |
| 5. | «Send In The Clowns»     | Стивен Сондхайм                     | 4:01         |
| 6. | «Bird on the Wire»       | Леонард Коэн                        | 4:39         |

| №  | Название            | Автор(ы)      | Длительность |
| -- | ------------------- | ------------- | ------------ |
| 1. | «Since You Asked»   | Джуди Коллинз | 2:34         |
| 2. | «Born To The Breed» | Джуди Коллинз | 4:50         |
| 3. | «My Father»         | Джуди Коллинз | 5:02         |
| 4. | «Holly Ann»         | Джуди Коллинз | 4:47         |
| 5. | «Houses»            | Джуди Коллинз | 4:37         |
| 6. | «Secret Gardens»    | Джуди Коллинз | 5:35         |

## Позиции в хит-парадах
| Хит-парад (1977)    | Высшая позиция |
| ------------------- | -------------- |
| США (Billboard 200) | 42             |